# سنجر کاشانی
میر محمدهاشم بن حیدر کاشانی متخلص به سنجر (۹۸۱-۱۰۲۱ق) شاعر فارسی‌زبان ایرانی در دربار گورکانیان هند بود.

دیوان سنجر کاشانی، با تصحیح و و تحقیق حسن عاطفی و عباس بهنیا

## زندگی
میر محمدهاشم بن میر حیدر معمایی کاشی در سال ۹۸۱ق در کاشان زاده شد و در آنجا به تحصیلات پرداخت. پدرش شاعر بود و هنگامی که در سال ۹۹۹ق به هند مهاجرت کرد، او هجده ساله بود. وی در سال بعد همانند پدر به هند کوچید و در آگره، نزد جلال‌الدین اکبر در دربار پذیرفته شد.
سنجر در سال ۱۰۲۱ق در بیجاپور درگذشت.

## شاعری
«سنجر شاعری زبردست بود»، پس از عرفی شیرازی در استعاره‌پردازی «کسی از وی بهتر نبود و او برخلاف پدر که قریحهٔ تنوع‌پسندی نداشت، در انواع شعر طبع‌آزمایی نمود.» کاشانی در قالب‌های قصیده، غزل و مثنوی شعر سرود. نسخه‌ای از دیوان او را ذبیح‌الله صفا در کتابخانهٔ موزهٔ بریتانیا دیده که بیش از ۴۸۰۰ بیت بوده‌است.
وی قصایدی در مدح جلال‌الدین اکبر و ابراهیم عادل‌شاه و میرزا جانی‌بیگ دارد. «شعرش بسیار روان و پر احساس و بر شیوهٔ شاعران پیش او خاصه گویندگان سدهٔ نهم و دهم و با کلامی پخته و منتخب است و غزل را بهتر از اقسام دیگر می‌سراید.»

## آثار
- دیوان اشعار
- خسرو و شیرین: مثنوی ناتمامی در ششصد بیت به بحر هزج مسدس مقصور و محذوف
- فرخ‌نامه: ساقی‌نامه‌ای به بحر متقارب در حدود پانصد بیت.[۱]

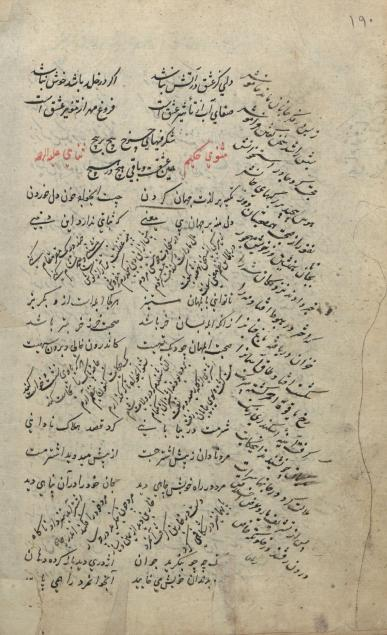
برگی از مثنوی خسرو و شیرین از کاشانی، موزهٔ ملک

## نمونهٔ شعر
| ای کُشته باد دامن حسنت چراغها     |  | آشفته بوی سنبل زلفت دماغها     |
| حال دلم ز چاک گریبان قیاس کن     |  | بتوان شنید بوی گل از کوچه‌باغها |
| دانم که آفتاب نیاید برون به شب   |  | از دیده چند در رهت آرم چراغها  |
| خونین ز زخم خار، پر و بال بلبلان |  | در پای گلبن است گل‌افشان زاغها  |